# Nykyrka
Nykyrka – miejscowość (tätort) w Szwecji, w regionie administracyjnym (län) Östergötland, w gminie Motala.
Według danych Szwedzkiego Urzędu Statystycznego liczba ludności wyniosła: 392 (31 grudnia 2015), 382 (31 grudnia 2018) i 392 (31 grudnia 2019).